# Tour de Capadòcia
El Tour de Capadòcia va ser una competició ciclista per etapes que es disputa a la regió de la Capadòcia, a Turquia. La cursa forma part de l'UCI Europa Tour, amb una categoria 2.2.

## Palmarès
| Any  | Vencedor              | Segon         | Tercer               |
| ---- | --------------------- | ------------- | -------------------- |
| 2011 | Mert Mutlu            | Uğur Marmara  | Hamid Shirisisan     |
| 2018 | Aleksandr Ovsiannikov | Mustafa Sayar | Ramūnas Navardauskas |